# Hoplodictya setosa
Hoplodictya setosa är en tvåvingeart som först beskrevs av Daniel William Coquillett 1901.  Hoplodictya setosa ingår i släktet Hoplodictya och familjen kärrflugor. Inga underarter finns listade i Catalogue of Life.